# ヘルマン・フォン・ザルツァ

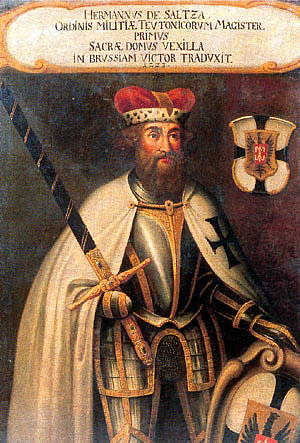
ヘルマン・フォン・ザルツァ（17世紀）

ヘルマン・フォン・ザルツァ（Hermann von Salza、1165年 - 1239年3月20日）は、ドイツ騎士団第4代総長（在位：1209年/10年 - 1239年）。
神聖ローマ帝国とローマ教皇の両方と繋がりを持つ優れた外交官であり、騎士修道会のプロイセン地方への東方植民を監督した。困難をはねのけてプロイセンに拠点を築いた人物であり、後世の人間からは「13世紀のビスマルク」「中世最大のドイツ人政治家」と評価されている。

## 生涯

### ドイツ騎士団入団まで
ヘルマンはテューリンゲン方伯に仕えるミニステリアーレの一家の出身であり、ランゲンザルツァで生まれたと思われる。
テューリンゲン方伯ルートヴィヒ3世とともに1189年から1191年にかけてのアッコン包囲（en:Siege of Acre (1189–91)）に参加した。また、アッコン包囲が行われていた時、ドイツ騎士団の前身である野戦病院が設立された。
1197年に神聖ローマ皇帝ハインリヒ6世が実施した十字軍にはテューリンゲン方伯ヘルマン1世とヘンネベルク伯オットーとともに参加し、エルサレム王アモーリー2世の戴冠式に同席した。ハインリヒ6世の死によって十字軍が中止され、アッコンが陥落した後、ドイツ騎士団の前身である野戦病院は存立の危機に陥った。野戦病院は総長ハインリヒ・ワルポット・バッセンハイムの元で聖地奪還の拠点を確立するべく、軍事集団として目的を新たに再建される。1198年、ヘルマンは役割を新たにしたドイツ騎士団に入団する。
総長就任後、数年の間は地中海方面で活動し、騎士団の活動範囲はイベリア半島からバルト海方面のリヴォニアにまで広がった。

### 聖地での活動
1215年までヘルマンはパレスチナ、キプロス島に滞在し、騎士団の所領を視察した。1215年にローマで開催された第4ラテラン公会議に出席、翌1216年に神聖ローマ皇帝フリードリヒ2世の宮廷を初めて訪れる。1216年以後ヘルマンはフリードリヒに近侍し、あるいは彼の使者として各地を飛び回った。
ヘルマンは皇帝フリードリヒ2世の友人であり、また有能な参謀でもあった。ヘルマンは神聖ローマ帝国と教皇庁の間に立つ仲介者として活躍し、ホノリウス3世はヘルマンの能力を認め、騎士団に聖ヨハネ騎士団やテンプル騎士団と並ぶ地位を認めた。
1219年にヘルマンはエジプトのダミエッタを攻撃する第5回十字軍に参加し、ジャン・ド・ブリエンヌから武勇を称えられた。第5回十字軍に参加しなかったフリードリヒ2世に十字軍への従軍を促すため、ヘルマンはフリードリヒとジャン・ド・ブリエンヌの娘ヨランドの結婚に部分的に関わった。十字軍への参加を渋るフリードリヒと、参加を迫る教皇ホノリウス3世の間を取り持ち、1227年の秋にはフリードリヒは十字軍の参加を誓約した。
フリードリヒが実施した第6回十字軍にはヘルマンも付き従った。パレスチナへの航海中にフリードリヒが病に罹った時には、フリードリヒが教皇から破門を受けることを覚悟の上で、十字軍の中断を進言した。
1228年に破門を受けたフリードリヒが十字軍を再開した時にはヘルマンも従軍し、エルサレムでのフリードリヒの戴冠式に出席した。ヘルマンは十字軍から帰国した後、フリードリヒの破門の取り消しに奔走する。1230年にチャペラノの和議でフリードリヒの破門が取り消され、フリードリヒと教皇グレゴリウス9世が和解の証として設けた食事の場には、ただ一人の立会人としてヘルマンが同席していた。
後年にフリードリヒと教皇の対立が深刻化すると、フリードリヒはヘルマンをより頼みにするようになった。

### ハンガリーへの進出と挫折
1211年、ドイツ騎士団はハンガリー王アンドラーシュ2世の要請に応じてトランシルヴァニアのプルツェンラントに移動し、クマン人からの防備にあたる。騎士団はプルツェンラント開拓とともにクマンと戦い、南のワラキアに支配を広げた。ヘルマンは戦闘と開拓の傍らでプルツェンラントをハンガリー王国の支配から独立した地域に変えようと試み、要塞の建設や独自の貨幣の鋳造を行った。騎士団の自立化が進むにつれ、ハンガリーの聖職者と貴族の間に反発が起きる。
1224年にプルツェンラントを教皇の直轄領とするよう、ホノリウス3世を説得し、ホノリウスはプルツェンラントの直轄領化に同意した。しかし、アンドラーシュは教皇の決定に従わず、武力の行使を仄めかして騎士団にハンガリーからの退去を求め、1225年に騎士団はプルツェンラントからの撤退を余儀なくされる。
ヘルマンはハンガリーでの失敗を埋め合わせるためにキプロス島への進出を企画したが、1229年夏にキプロス島進出の計画が頓挫すると、キプロスに代わる場所としてプロイセンの開拓を本格的に推進した。そして、プルツェンラントの経営を経て、ヘルマンは国家運営、聖俗両方の世界との関わり方を学んでいた。

### プロイセン征服

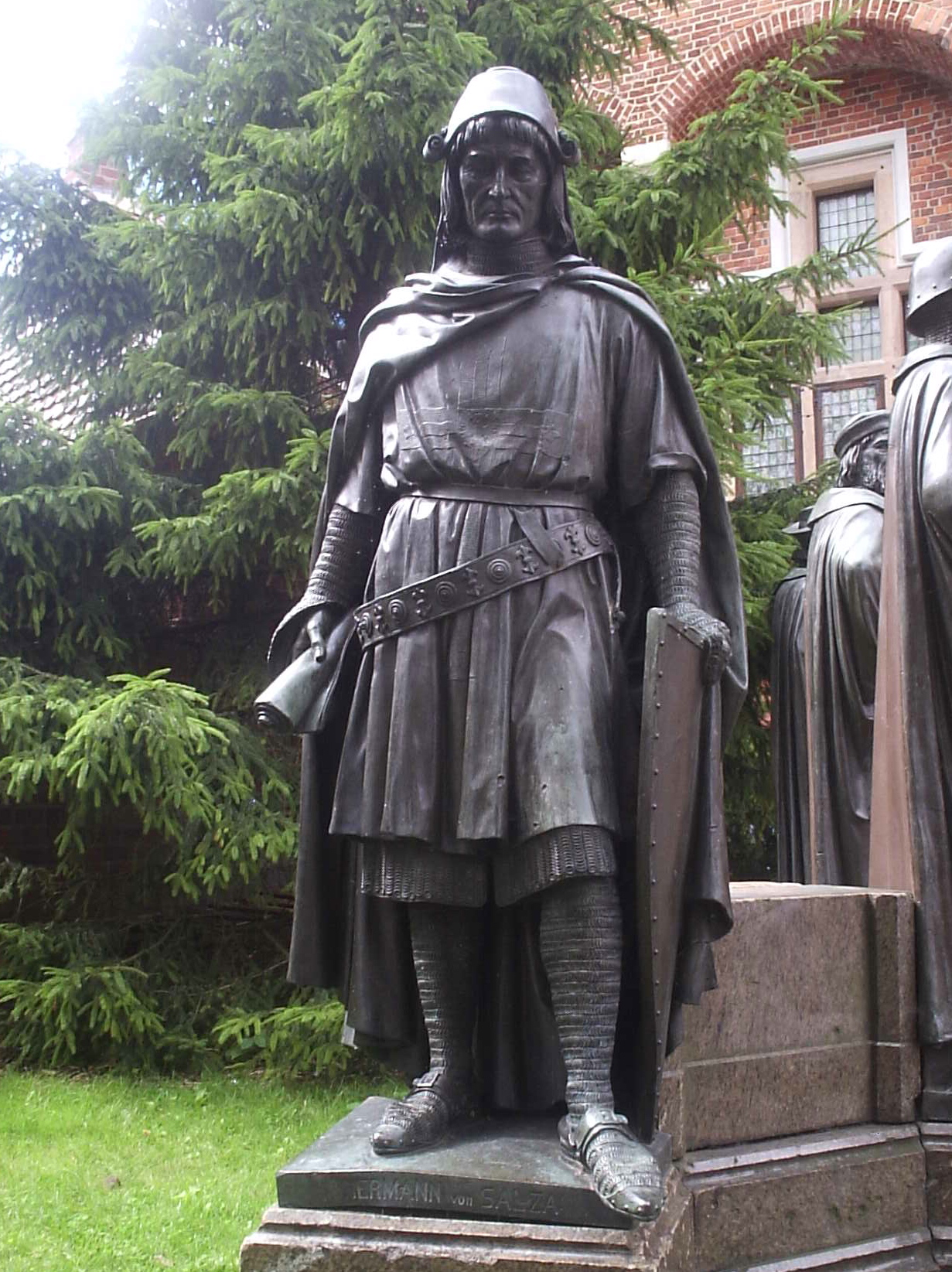
マルボルク城（マリーエンブルク城）のヘルマン・フォン・ザルツァの像

1225年冬、騎士団がハンガリーから追放された後、マゾフシェ公コンラト1世はキリスト教に帰依していないプロイセン人への防備として、ドイツ騎士団を領地に招聘した。ヘルマンはハンガリーでの失敗を省みて、騎士団の軍事力の増強に加え、世俗世界での有力な庇護者であるフリードリヒ2世との関係の強化に努めた。また、ヘルマンは教皇にも支援を求め、神聖ローマ帝国の競争者である教皇はヘルマンと騎士団に援助を与えた。
政治的に対立していたローマ教会とフリードリヒはどちらも騎士団を味方に引き入れようとし、騎士団に多くの援助を与えた。ヘルマンが教皇とフリードリヒの元を訪問するたびに、寄付金と新たな権限が騎士団にもたらされた。フリードリヒは1226年に発布したリミニの金印勅書において、騎士団がクルムラントで有する権利を確認し、プロイセンの征服を許可した。1230年にはグレゴリウス9世からもプロイセンへの進出を認める勅令が与えられ、騎士団とコンラト1世の間に協定が結ばれた。
教皇とフリードリヒの両方から承認を得た騎士団は、1230年からプロイセンをキリスト教化するための長い軍事活動を開始する。同年、ヘルマンはプロイセン征服の最高責任者として、ヘルマン・バルクをラントマイスターに任命した。この時ヘルマンはクルムラントにおらず、フリードリヒに従ってローマ王（ドイツ王）ハインリヒ（7世）の反乱を対処していた。
1233年に騎士団はクルム要塞（ヘウムノ）の特権を発布、移住した市民の権利を規定し、都市の建設を進める。翌1234年にグレゴリウス9世からクルムの支配、プロイセンの征服と征服地の所有が認められ、東方進出の足掛かりを築いた。

### 晩年
1237年に騎士団はザウレ（シャウレイ）の戦いで壊滅状態に陥ったリヴォニア帯剣騎士団を併合し、チュード湖に至る道を開いた。
1238年初頭にヘルマンはドイツで病に罹り、治療のためイタリアのサレルノの医科大学に向かった。1239年3月20日に没し、バルレッタの騎士団の教会に埋葬された。ヘルマンの死により、神聖ローマ帝国と教皇庁の権力が統合される可能性は失われた。